# Vedoucí loď
Vedoucí loď, též vedoucí třídy (anglicky lead ship či class leader), je první loď zkonstruovaná v rámci série či třídy lodí dle výchozího konstrukčního projektu. Tento termín je obvykle aplikován pouze na vojenská nebo větší civilní plavidla.

## Pojmenování lodí
Třídy lodí jsou obvykle pojmenovávány dvěma rozličnými způsoby. Buďto je celá třída pojmenována dle první lodi zkonstruované v rámci jedné třídy např. celá třída Pennsylvania je pojmenována podle USS Pennsylvania (BB-38). V Britském královském námořnictvu naproti tomu pojmenování třídy určí okruh jmen lodí. Příkladem je třída Tribal , určující pojmenování lodí podle domorodých kmenů (např. HMS Mohawk). Pokud jedna země vyrobí třídu lodí pro jinou zemi, stává se první aktivní jednotka v jejím rámci automaticky vedoucím plavidlem např. první fregata třídy Oliver Hazard Perry, vyrobená ve Spojených státech, je v Australském královském námořnictvu vedoucím plavidlem třídy Adelaide.
V civilní sféře je například třída zaoceánských parníků Sun pojmenována po Sun Princess, první lodi vybudované v rámci této třídy.